# Battaglia di La Rochelle
La battaglia di La Rochelle è una battaglia navale che si svolse il 22 giugno 1372 tra la flotta inglese e castigliana, comandata per l'ammiraglio genovese Ambrogio Boccanegra.
Gli iberici poterono contare su circa sessanta navi contro le quaranta inglesi, inoltre disponevano di più uomini. Gli alleati franco-castigliani sconfissero nettamente l'Inghilterra, assicurando alla Francia il controllo sul canale della Manica per la prima volta dopo la battaglia di Sluys nel 1340.

## Antefatti
Nel 1360 fu firmato tra il Re d'Inghilterra e il Re di Francia il Trattato di Brétigny, che divideva i possedimenti inglesi da quelli francesi, isolando la zona di La Rochelle, governata dagli inglesi. I francesi tuttavia avevano intenzione di occupare militarmente questa zona.
Per ciò intervenne Enrico di Trastámara, che mandò una flotta di 12 galee comandata da Ambrogio Boccanegra, con l'intento di sorvegliare le zone della costa di La Rochelle mentre i francesi avrebbero attaccato via terra.
Allo stesso tempo, Edoardo III ordinò una flotta di rifornimento, formata da 70 navi da trasporto e 10 da guerra, capitanata dal Conte di Pembroke, John Hastings.

## La battaglia
Il 21 giugno la flotta inglese fu bloccata da quella castigliana poco prima che raggiungesse il porto, però il combattimento non cominciò prima del giorno seguente.
Il 22 giugno la flotta castigliana cominciò a sferrare i primi attacchi, ma gli inglesi riuscirono a difendersi nonostante la minoranza numerica. Tuttavia, quando il combattimento si spostò dove le acque erano più basse, molte delle navi inglesi si incagliarono, mentre quelle spagnole, più agili, riuscirono a manovrarsi bene, ed ebbero di conseguenza un importante vantaggio tattico.
I castigliani quindi cosparsero d'olio i ponti delle navi inglesi e vi diedero fuoco usando frecce incendiarie. L'intera flotta di Hastings fu distrutta, e il Conte, insieme ad altri 8400 uomini, fu tratto prigioniero. Gli spagnoli guadagnarono anche un bottino di 20000 sterline.

## Conseguenze
In seguito alla battaglia francesi e spagnoli cominciarono a razziare i villaggi nella zona di La Rochelle, provocando insurrezioni e disordini da parte degli abitanti locali. Inoltre la vittoria permise all'esercito francese di conquistare La Rochelle il successivo 7 settembre. Il Re d'Inghilterra rimase così con solo cinque città in Francia: Calais, Cherbourg, Brest, Bordeaux e Bayonne.